# شومافا
شومافا (بالتشيكية: Šumava ) أو غابات بوهيميا هي سلسلة جبال منخفضة في أوروبا الوسطى تمتد لمسافة 200 كم من جنوب بوهيميا في جمهورية التشيك حتى النمسا وولاية بافاريا الألمانية. تكوّن الجبال الحدود الطبيعية للجمهورية التشيكية مع كل من ألمانيا والنمسا. لأسباب تاريخية أخذت السلسلة اسام مختلفة على الجانب التشيكي والألماني: في التشيك يسمى الجبل من الناحية الجنوبية (التشيكية) بشومافا وفي بافاريا يسمى من الناحية الشمالية (الألمانية) زداني بافورسكي ويطلق التشيك على الجبل من الناحية الألمانية غابات بافاريا بينما يسمي الألمان الناحية التشيكية بغابات بوهيميا.
شومافا سلسلة جبال ذات غابات كثيفة ترتفع عن سطح البحر ما بين 800 م إلى 1400 م. أعلى قمة في السلسلة هي جروبر آربر على الجانب البافاري ويصل ارتفاعها لحوالي 1456 م. معدل درجة الحرارة السنوية في شومافا هي 2 درجة مئوية. في عام 1987 م انخفضت درجة الحرارة تحت معدلها السنوي بنسبة كبيرة إذ وصلت 42- درجة مئوية.
تعتبر السلسلة خزانا للمياه الجوفية في أوروبا الوسطى بسبب كمية الأمطار والثلوج الساقطة عليها. ينبع من الشومافا أنهار الفلتافا والأوتافا والأولافا وأهم مناطقها هي محمية وحديقة شومافا الوطنية في التشيك التي أعلنتها اليونسكو إحدى مناطق الحفاظ على الغلاف الحيوي على سطح الأرض.
ٌٌ